# 劉伯垂
劉伯垂 (1887年2月2日—1936年9月），名芬，號惡紫、百錘、笏祥、馨笏，湖北鄂州人，武漢共產主義小組創始人，律師。

## 生平
1887年2月2日生于湖北省鄂州市華容區段店鎮劉村。父親劉弼丞留學日本法政專門學校。五歲就讀私塾，後留學日本，就讀於明治大學法科。1905年，參加同盟會，後與湖北同鄉李漢俊和陳獨秀過從甚密，受其影響傾向馬克思主義。1911年，畢業後回國執業，從事律師實務。1917年8月，孫中山在廣東成立的護法軍政府，于次年7月改組時任職於司法部。軍政府改組後，孫中山拒絕就職，劉伯垂即辭職，與旅粵同志于8月10日籌資成立《惟民》週刊社，向全國各地和香港發行，至10月終刊。
1920年夏，不滿桂系影響廣東軍政府離開廣州，赴上海投奔陳獨秀，加入上海共產主義小組。秋，奉派到武漢組建武漢共產主義小組，發展包惠僧、鄭凱卿、董必武、張國恩、陳潭秋等人加入黨組織。1923年11月12日，中共武漢區委決定，首先創設國民黨漢口市黨部，指定區委委員劉伯垂和項英負責籌備，並于12月30日成立了國民黨漢口市黨部籌備處。劉伯垂任主任，廖乾吾、李慎廣任副主任。
1924年1月，與詹大悲、劉成禺、孫鏡四人代表湖北國民黨組織出席國民黨第一次全國代表大會。3月，任國民黨湖北省黨部首任籌備委員。4月，組織成立了國民黨湖北省臨時黨部。國民黨一大後，為了加強對地方黨部的指導，決定在漢口成立國民黨漢口執行部，由國民黨中央候補執行委員林伯渠主持。1924年4月，漢口執行部建立，管轄湖南、湖北、陝西三省黨務。林伯渠任執行部組織部長，劉伯垂任工農部長。5月13日，因二七罷工被吳佩孚鎮壓，牽連被捕，隔年1月獲釋。1925年5月，再次臨時黨部，7月成立正式黨部，12月，召開了第一次代表大會，選舉劉伯垂、向忠發、劉一華、秦怡君、黃立三、許之楨、張繼渠、譚仙芝等共產黨員和張素吾、劉蔚如等11人組成執行委員會，正式成立了國民黨漢口特別市黨部。
1926年1月，出席國民黨第二次全國代表大會，被選為國民黨中央執行委員會秘書處書記長。5月17日，國民黨第二屆中央全會通過《整理黨務案》，毛澤東、劉伯垂不滿該案對共產黨員的排斥辭去黨內職務表示抗議。10月10日，北伐軍攻克武漢三鎮後，國民黨漢口特別市黨部召開第二次全市代表大會，劉伯垂又被選為執行委員，直至1927年4月湖北省政府成立，劉伯垂被選為省政府委員，並被任命為省政府司法廳廳長，才離開漢口特別市黨部。
1927年寧漢合流之後，劉伯垂被通緝。八七會議，他奉調中共中央組織部任機要秘書。期間以致於陳獨秀保持聯繫，幫助鄭超麟等托派成員。1931年，王明進入中央政治局後宣布退黨。1933年11月，蔡廷鍇等人在福建起義，劉伯垂到福建幫助其工作。次年1月，福建人民政府失敗，劉即返回上海。
1936年9月，劉伯垂病逝于上海。